# György Kulin
György Kulin, född 28 januari 1905 i Salonta, död 22 april 1989 i Budapest, var en ungersk astronom.
Minor Planet Center listar honom som G. Kulin och som upptäckare av 21 asteroider.
Asteroiden 3019 Kulin är uppkallad efter honom.

## Asteroid upptäckt av György Kulin
| 1436 Salonta      | 11 december 1936  |
| 1441 Bolyai       | 26 november 1937  |
| 1442 Corvina      | 29 december 1937  |
| 1444 Pannonia     | 6 januari 1938    |
| 1445 Konkolya     | 6 januari 1938    |
| 1452 Hunnia       | 26 februari 1938  |
| 1489 Attila       | 12 april 1939     |
| 1513 Mátra        | 10 mars 1940      |
| 1538 Detre        | 8 september 1940  |
| 1546 Izsák        | 28 september 1941 |
| 1710 Gothard      | 20 oktober 1941   |
| 2043 Ortutay      | 12 november 1936  |
| 2058 Róka         | 22 januari 1938   |
| 2242 Balaton      | 13 oktober 1936   |
| 2712 Keaton       | 29 december 1937  |
| 2738 Viracocha    | 12 mars 1940      |
| 3019 Kulin        | 7 januari 1940    |
| 3380 Awaji        | 15 mars 1940      |
| 3427 Szentmártoni | 6 januari 1938    |
| 7317 Cabot        | 12 mars 1940      |
| 10258 Sárneczky   | 6 januari 1940    |